# KZ-Außenlager Geislingen
Das KZ-Außenlager Geislingen, kurz KZ Geislingen, war ein Außenlager des Konzentrationslagers Natzweiler-Struthof (als verwaltungsmäßigem Stammlager) für Frauen zur Kriegsproduktion bei der Württembergischen Metallwarenfabrik (WMF). Es befand sich in Geislingen an der Steige und bestand von Februar 1944 bis April 1945.

## Geschichte

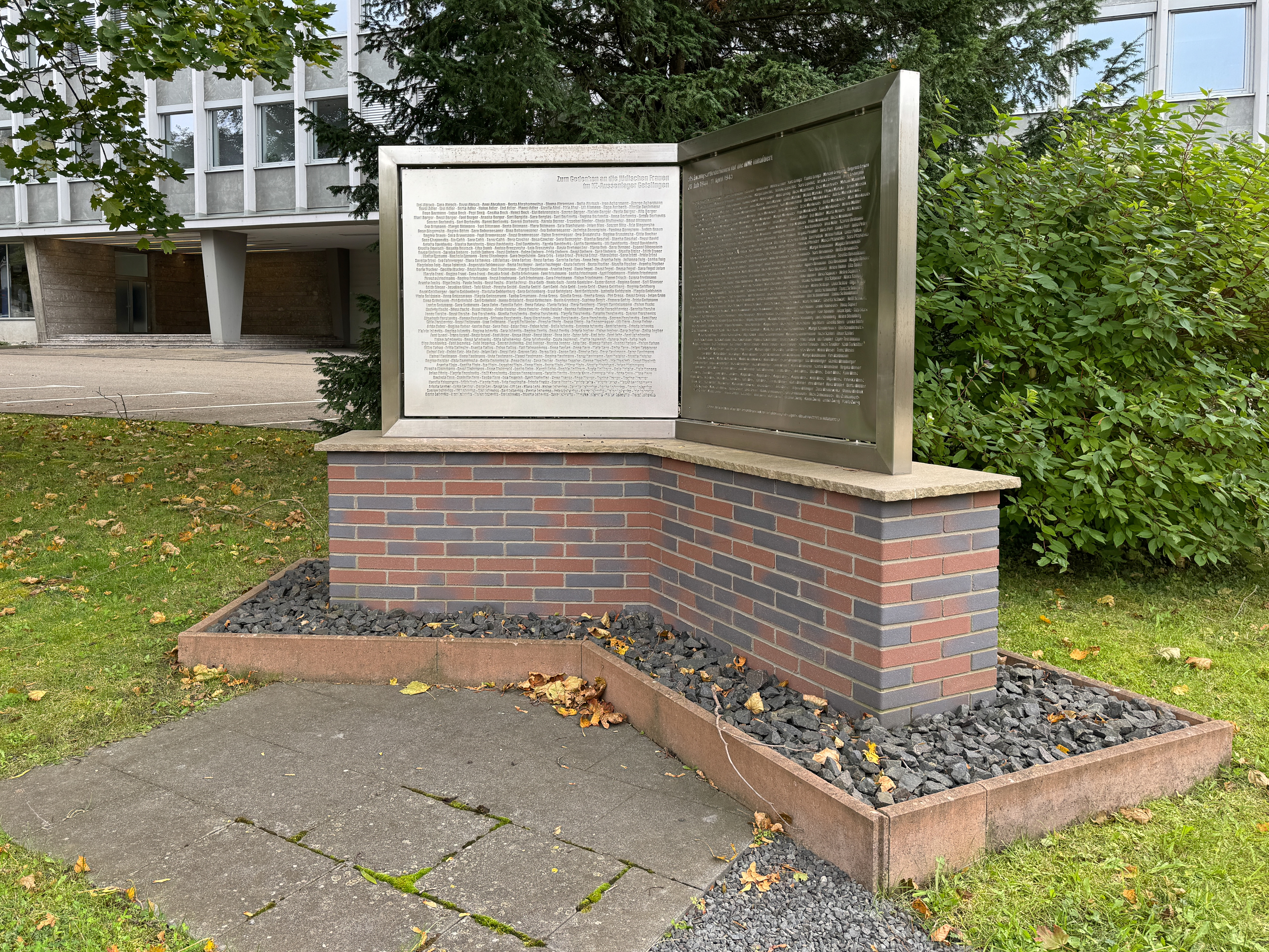
Namenstafel der Häftlinge beim WMF-Gebäude

Ab 1941 wurden in der Stadt Geislingen mehr als 2000 Zwangsarbeiter vorwiegend aus Osteuropa bei verschiedenen Unternehmen und in der Landwirtschaft eingesetzt. 1943/44 wurden die Zwangsarbeiter, die über die Stadt verteilt untergebracht waren, unter Leitung der WMF in einem neuen Barackenlager an der Heidenheimer Straße auf einem städtischen Grundstück untergebracht.
Im Februar 1944 wurde auf Initiative der WMF ein quadratisches Stück mit Seitenlänge von 100 Metern mit Stacheldraht abgetrennt und später wurden noch Wachtürme und ein Sichtschutz errichtet. Im Sommer baten WMF-Vertreter den Höheren SS- und Polizeiführer Otto Hofmann, sich bei Oswald Pohl vom SS Wirtschafts- und Verwaltungshauptamt für die Zuteilung von jüdischen Arbeitskräften für die „kriegswichtige“ Produktion zu verwenden. Am 28. Juli trafen 700 ungarische Jüdinnen aus Auschwitz ein, die bei der Selektion für „arbeitsfähig“ erklärt worden waren. Die WMF musste pro Häftling und Tag vier Reichsmark an das Stammlager Natzweiler entrichten. Im November traf ein weiterer Transport mit etwa 130 Häftlingen und im März 1945 ein letzter mit etwa 230 polnischen und ungarischen Frauen ein. Die Frauen mussten in zwei Schichten zu 12 Stunden in der WMF-Fabrik arbeiten.
Die Frauen wurden an der Arbeitsstelle nach übereinstimmenden Zeugenaussagen korrekt behandelt und in einigen Fällen wurden ihnen Lebensmittel oder Medikamente zugesteckt. Die Lebensmittelversorgung war so mangelhaft, dass die WMF als Zulage Käse und Suppe ausgeben musste und auf eigene Kosten eine Lagergärtnerei eingerichtet wurde, um die Häftlinge arbeitsfähig zu erhalten. Die schlechte Ernährung und lange Arbeitszeit führten zu zahlreichen Arbeitsunfällen der erschöpften Frauen. Im Durchschnitt waren zehn Prozent der Frauen krank. Diejenigen, die ins Krankenrevier kamen, liefen Gefahr, als arbeitsunfähig nach Auschwitz in die Gaskammern geschickt zu werden.
Im März 1945 bat der Direktor der WMF den SS-Obergruppenführer Hofmann erfolglos, die jüdischen Zwangsarbeiterinnen zurückzunehmen, da die Amerikaner heranrückten. Im April wurden die Frauen Richtung München-Allach evakuiert. Kurz vor Allach wurde der Zug gestoppt und die Frauen von den Alliierten befreit.

## Aufarbeitung

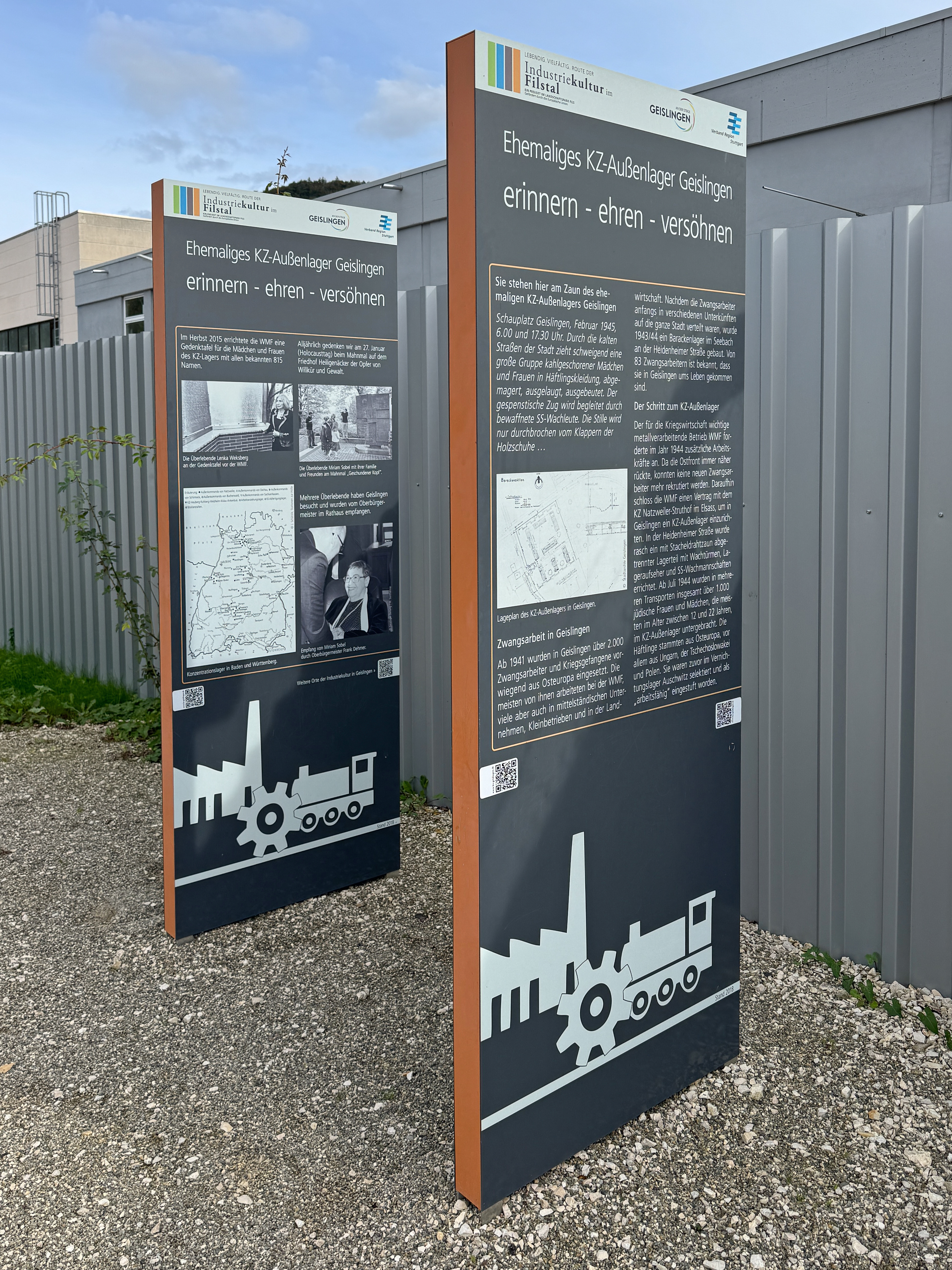
Gedenktafeln am ehemaligen Standort

Ein Strafverfahren gegen René Roman, einen der ehemaligen Lagerführer, stellte die Staatsanwaltschaft Stuttgart 1971 ein. 1945 hatten engagierte Geislinger Bürger erfolglos einen Gedenkstein für die Lagerhäftlinge gefordert. Erst 1984 wurde auf Vorschlag der Vorsitzenden des VVN auf dem Friedhof eine Mahnmal errichtet.